# Karl Hermann Leonhard Lindinger
Karl Hermann Leonhard Lindinger ( 1879 - 1956) fue un naturalista, y botánico alemán.
Se especializó en la familia de las Cactáceas.

## Algunas publicaciones
- 1926. Flora of the Canary Islands

- 1911. Afrikanische schildläuse: IV Kanarische Cocciden : ein beitrag zur fauna der kanarischen inseln. Vol. 3 de Beiheft zum Jahrbuch der hamburgischen wissenschaftlichen anstalten. 38 pp.

- La abreviatura «Linding.» se emplea para indicar a Karl Hermann Leonhard Lindinger como autoridad en la descripción y clasificación científica de los vegetales.[1]

Se poseen 52 registros IPNI de sus identificacioens y nombramientos de nuevas especies, publicándolas habitualmente en : Abh. Auslandsk., Reihe C, Naturwiss.; Jahrb. Deutsch. Kakt. Ges.; Kakteenkunde; Beih. Bot. Centralbl.; Tsukkulenty; Gartenflora; Beih. Bot. Centralbl.

## Abreviatura (zoología)
La abreviatura Lindinger  se emplea para indicar a Karl Hermann Leonhard Lindinger como autoridad en la descripción y taxonomía en zoología.